# 파멜라 렌디바그너

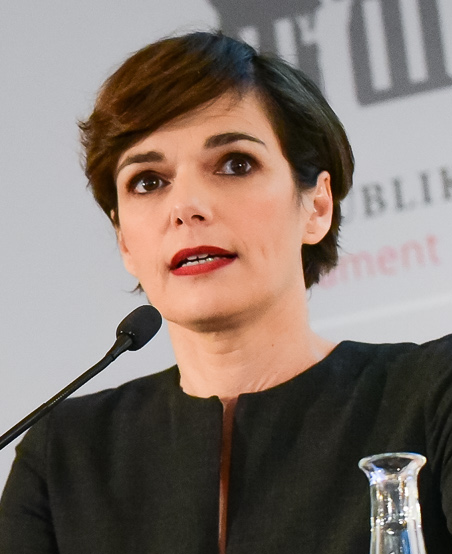
파멜라 렌디바그너

파멜라 렌디바그너(독일어: Pamela Rendi-Wagner, 본명: 요이 파멜라 바그너(Joy Pamela Wagner), 1971년 5월 7일 빈 ~ )는 오스트리아의 의학자 출신 정치인으로, 현재 사회민주당의 대표를 지내고 있다. 그는 오스트리아 사회민주당 최초의 여성 대표이다.

## 의료인 경력
1989년에 오스트리아 빈 마이들링(Meidling)에 위치한 GRG 12 에르글라세(GRG 12 Erglasse)를 졸업하고 빈 대학교 의과대학에 입학하여 의학을 전공했다. 1996년에는 빈 대학교에서 의학 박사 학위를 취득했으며, 1997년에는 영국 런던 위생열대의학학교에서 감염건강학과 석사 학위를 취득했다. 1997년에는 영국 왕립 의학원에서 위생 및 열대의학 석사 학위를 취득했다.
1998년에 빈 대학교로 복귀한 이후에 2002년까지 특정 예방 및 열대의학과에서 근무했고 2002년부터 2003년까지 카이저 프란츠 요제프 병원에서 전염병 및 열대의학과 소속으로 근무했다. 2003년부터 2007년까지 빈 대학교 의과대학 산하 특정 예방·열대 의학·여행 의학 센터에서 근무하는 한편 주요 전염병에 대한 감시 네트워크를 구축했다. 2008년에는 빈 의과대학교에서 특정 예방 및 열대 의학 강사 자격을 취득했고 국제적으로는 감염 역학, 백신 예방, 여행 의약 분야 전문 의학자로 활동했다.
2008년과 2011년까지 이스라엘 텔아비브 대학교에서 역학 및 예방의학과 객원 교수로 근무했으며, 2012년부터 2017년까지 빈 의과대학교 산하 공중 보건 센터에서 객원 교수로 근무했다. 2011년부터 2017년까지 오스트리아 보건부 3과(공공보건의료과)에서 근무했고, 보건안전처장, 보건위원회 위원을 역임했다.

## 정치 경력
2017년 3월부터 12월까지 오스트리아 보건여성부 장관을 지냈다. 2017년 11월 이래 국민의회 의원이며, 2018년 10월부터 오스트리아 사회민주당 원내대표를 지내고 있다.

## 사생활
파멜라 렌디바그너는 빈 10구(파보리텐) 출신이다. 렌디바그너의 어머니는 유치원 교사로 근무했고, 렌디바그너의 사회심리학자로 활동했다. 렌디바그너의 남편인 미하엘 렌디(Michael Rendi)는 외교관으로서 2008년부터 2011년까지 이스라엘 주재 오스트리아 대사를 역임했다.